# Ryszard Rubinkiewicz
Ryszard Rubinkiewicz SDB (ur. 6 marca 1939 w Kielcach, zm. 30 kwietnia 2011 w Lublinie) – polski salezjanin, biblista, profesor nauk teologicznych, wykładowca Katolickiego Uniwersytetu Lubelskiego, były członek Papieskiej Komisji Biblijnej.

## Życiorys
Maturę zdał w 1956 w liceum im. Norwida w Kielcach. W 1956 wstąpił do zgromadzenia salezjańskiego w Kopcu. W latach 1959–1965 studiował filozofię i teologię w Oświęcimiu oraz Krakowie. 25 czerwca 1965 przyjął w Krakowie święcenia kapłańskie. W latach 1965–1970 studiował na Katolickim Uniwersytecie Lubelskim, otrzymując doktorat z zakresu teologii biblijnej. Kolejne studia w Papieskim Instytucie Biblijnym w Rzymie latach 1970–1972 zakończyły się otrzymaniem w 1978 doktoratu z nauk biblijnych. W latach 1972–1973 studiował też w École Biblique et Archéologique Française w Jerozolimie, zakończone stopniem eleve titulare de l'Ecole Biblique.
Od 1969 pełnił funkcje profesora Pisma św. w Wyższym Seminarium Duchownym ks. Salezjanów w Krakowie. Od 1977 pracował w KUL, był kierownikiem Instytutu Nauk Biblijnych KUL, Katedry Literatury Międzytestamentalnej i Nauk Pomocniczych Biblistyki KUL. W 1981 otrzymał habilitację, a 1991 tytuł i stanowisko profesora zwyczajnego.
Należał do licznych stowarzyszeń i komisji: był prezesem Sekcji Biblistów Polskich przy KEP, członkiem Komisji Episkopatu do Dialogu z Judaizmem, Centralnej Komisji ds. Tytułu Naukowego i st. Naukowych przy prezesie Rady Ministrów, Catholic Biblical Association, Associazione Biblica Italiana, Asociazione Biblica Salesiana, Studiorum Novi Testamenti Societas, Towarzystwa Naukowego KUL (w 1981–1986 był sekretarzem generalnym). W latach 1998–2008 członek Papieskiej Komisji Biblijnej.
Obszarem zainteresowań naukowych ks. Rubinkiewicza była literatura międzytestamentalna, a zwłaszcza apokryficzna Starego i Nowego Testamentu.

## Publikacje
Ks. Rubinkiewicz ma w dorobku ok. 120 publikacji, m.in.:
- Die Eschatologie von Henoch 9-11 und das Neue Testament, Klosternneuberg 1984,
- L'Apocalypse d'Abraham en vieux slave, Lublin 1987,
- Geografia e archeologia biblica (flora e fauna biblica), Cremisan 1987.
- Apokryfy Starego Testamentu; praca zbior. pod red. R. Rubinkiewicza, Vocatio, Warszawa 1999.